# Psara pertentalis
Psara pertentalis is een vlinder uit de familie van de grasmotten (Crambidae). De wetenschappelijke naam van de soort is voor het eerst in 1890 gepubliceerd door Heinrich Benno Möschler.
De soort komt voor in Puerto Rico.